# Hyphessobrycon amandae
Hyphessobrycon amandae, conocido con el nombre común de tetra ámbar, es un pez de acuario del orden Characiformes originario de Sudamérica. Se lo encuentra en la cuenca del Río Araguaia.

## Descripción
Tiene una longitud de solo 2 cm. El cuerpo, de color naranja, es transparente. La columna vertebral es visible. Boca terminal. Hyphessobrycon amandae tiene, como la mayoría de los Characiformes, una aleta adiposa.